# Fouad Siniora
Fouad Siniora (arabiska: فؤاد السنيوره), född 14 april 1943 i Sayda, är en libanesisk politiker. Han var Libanons premiärminister 19 juli 2005–9 november 2009.
Siniora växte upp i en sunnimuslimsk familj och har en Master of Business Administration från American University of Beirut. 1992–1998 och 2000–2004 var han finansminister under den nu mördade premiärministern Rafik Hariri. Siniora anses vara en förespråkare för frihandel och är känd för sina goda kontakter med Rafik Hariri och dennes familj. De två är bekanta sedan ungdomen. Han började arbeta i Hariris affärsimperium på tidigt 1980-tal. 1998 anklagades han för korruption och misskötsel av finanserna men friades från misstankarna 2003 av parlamentet. Kampanjen emot honom sägs ha stötts av president Émile Lahoud. 
Efter parlamentsvalet 2005 gav president Émile Lahoud honom i uppdrag att bilda regering, och 19 juli bildade han en regering där medlemmar av Hizbollah ingick.